# スヴァジェンズ
スヴァジェンズ（Swarzędz [ˈsfaʐɛnt͡s] ドイツ語: Schwersenz)）は、ポーランド西部のヴィエルコポルスカ県のスヴァジェンズ基礎自治体にある都市。
人口は28,392人で、これはヴィエルコポルスカ県10番目の町である。スヴァジェンズ湖の東海岸のツィビナ川 (Cybina) 沿いにある。ポズナンの東にある。

## 記念碑

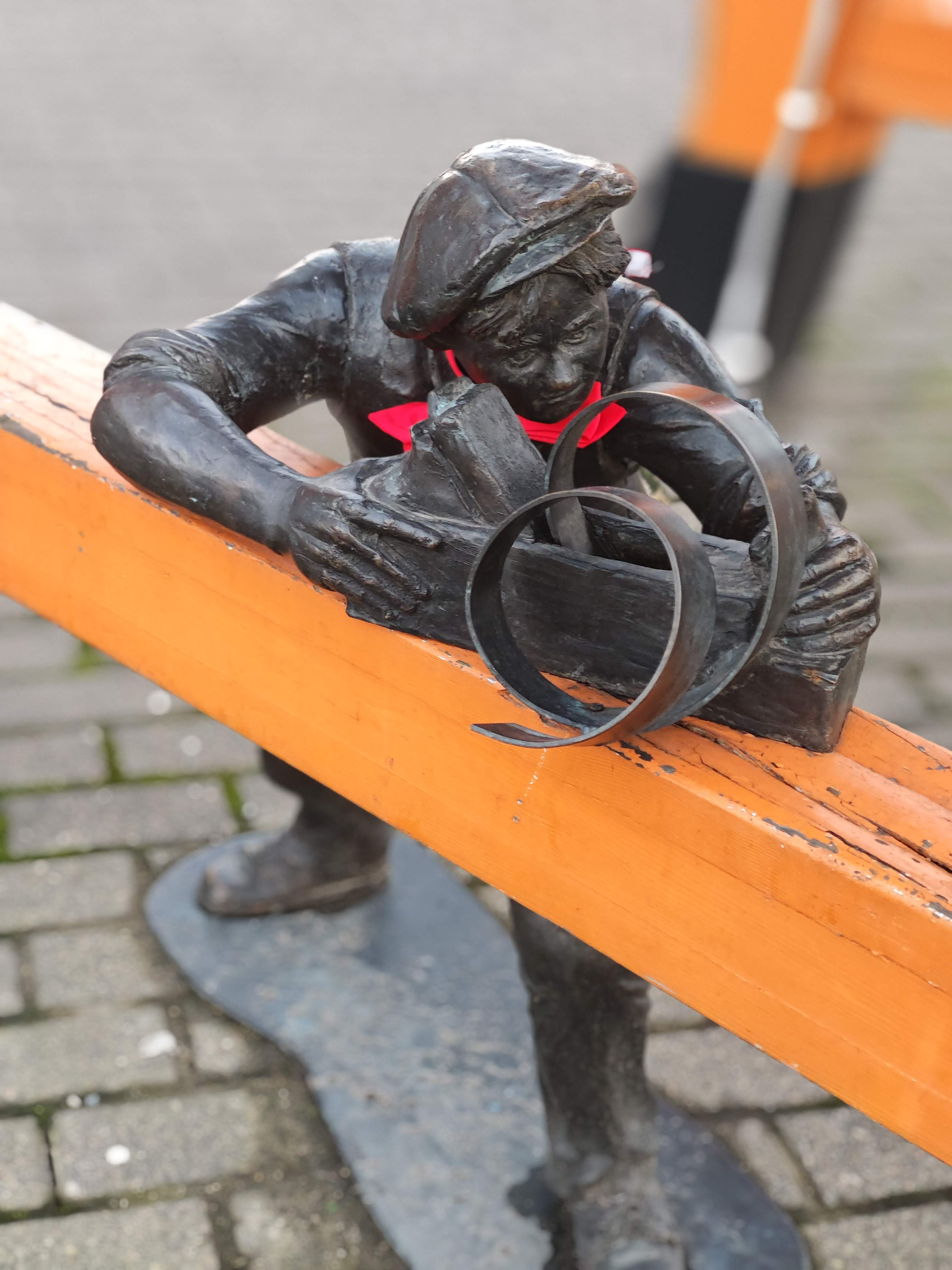
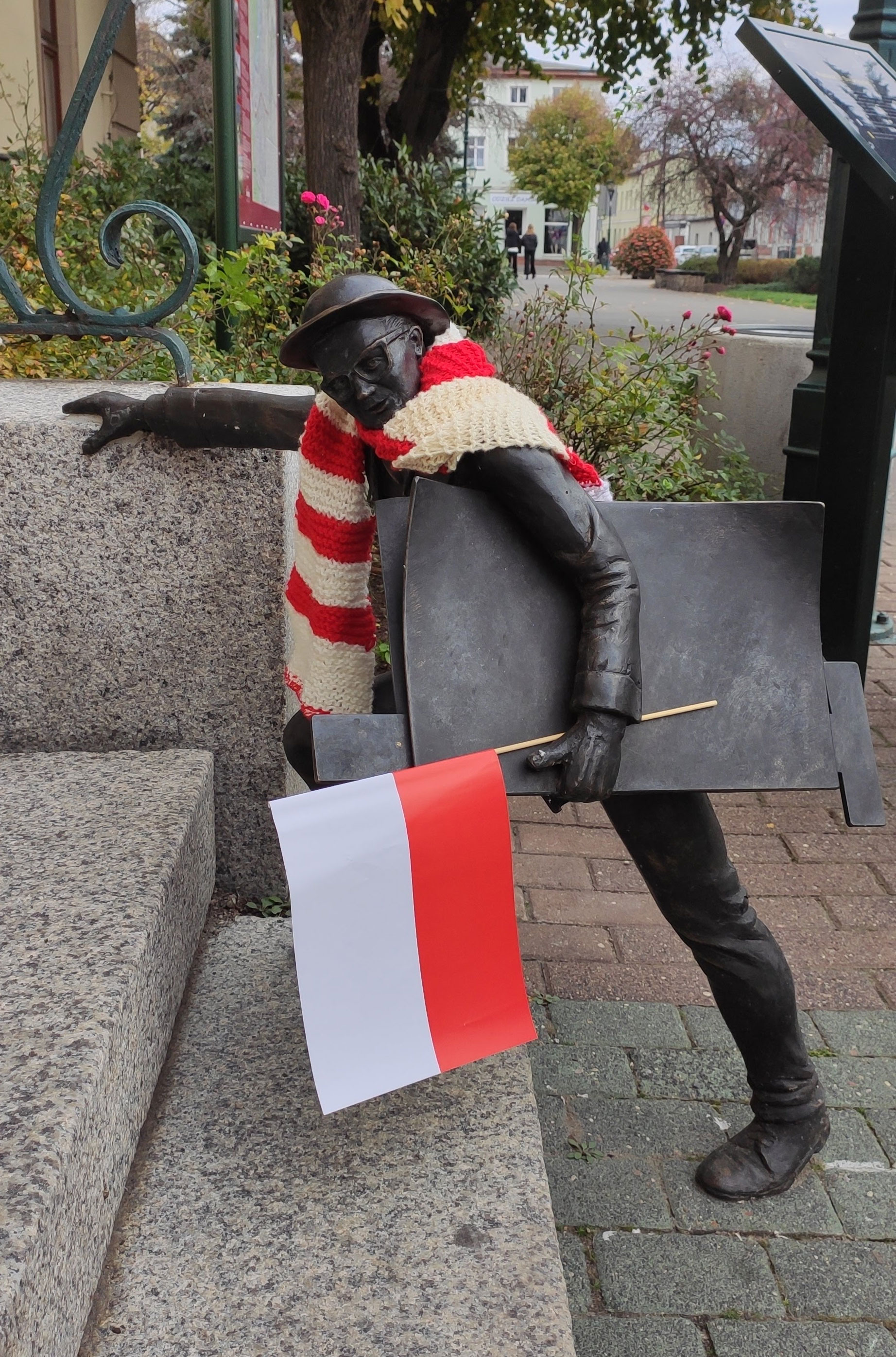
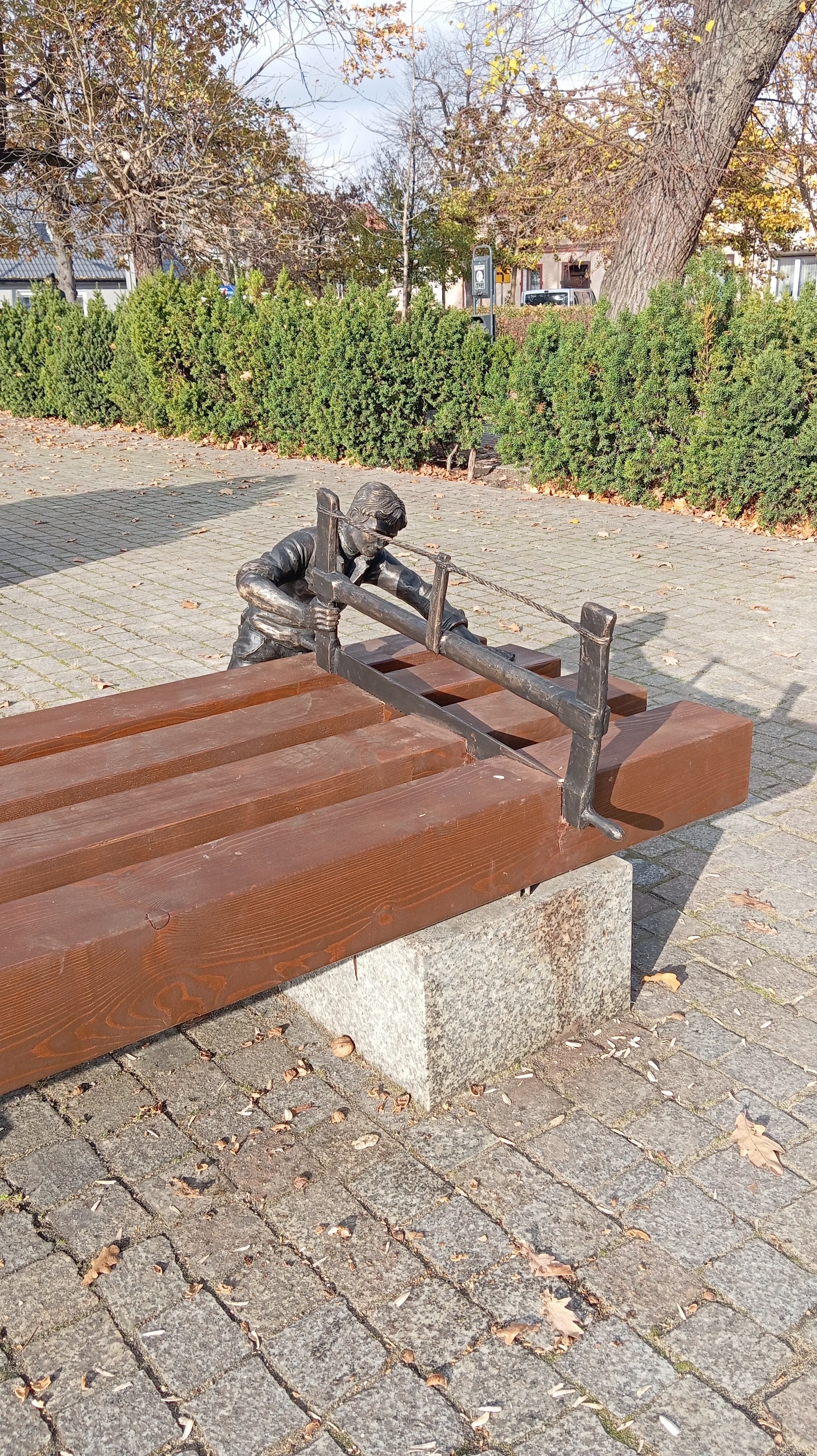
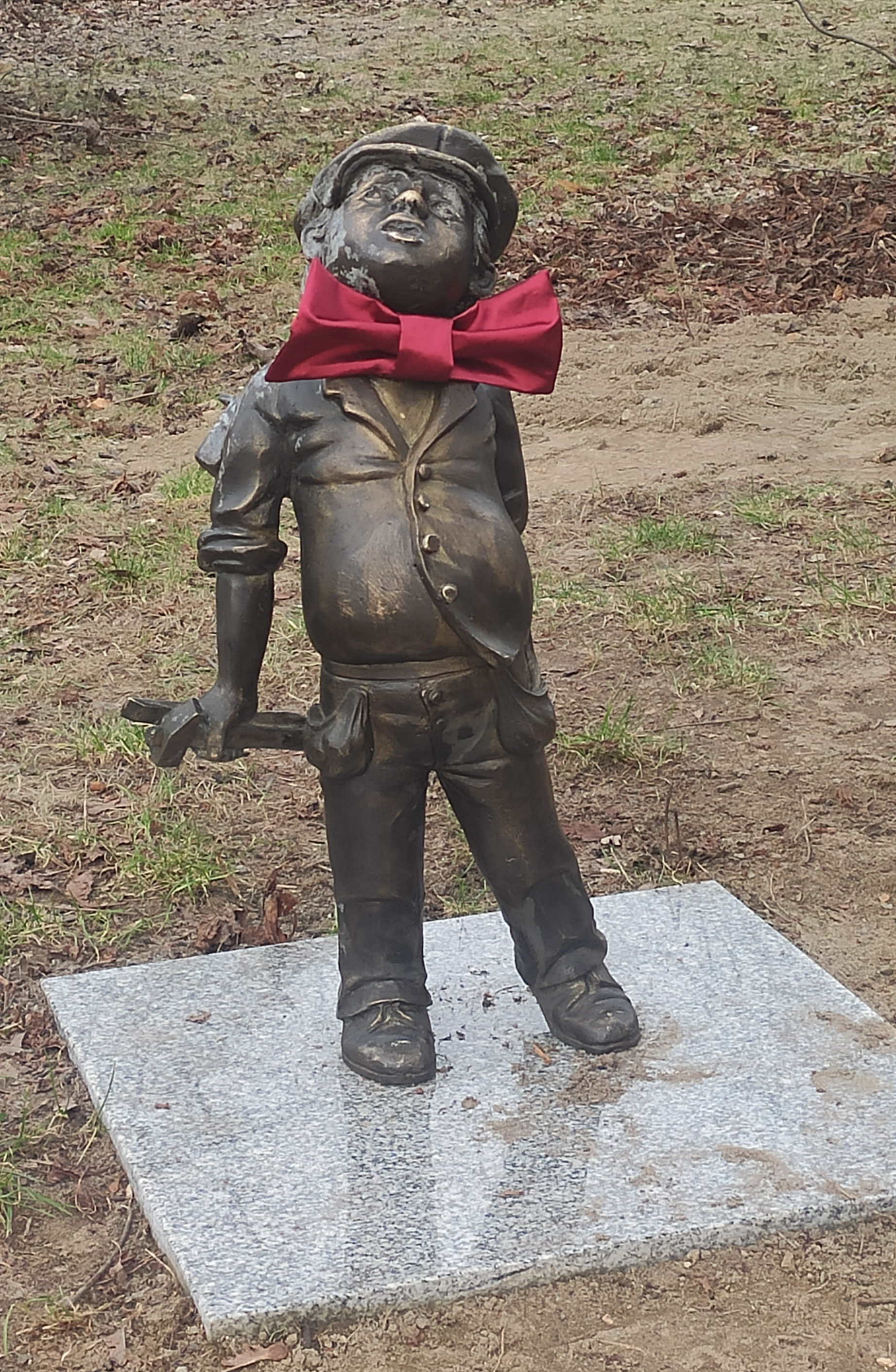
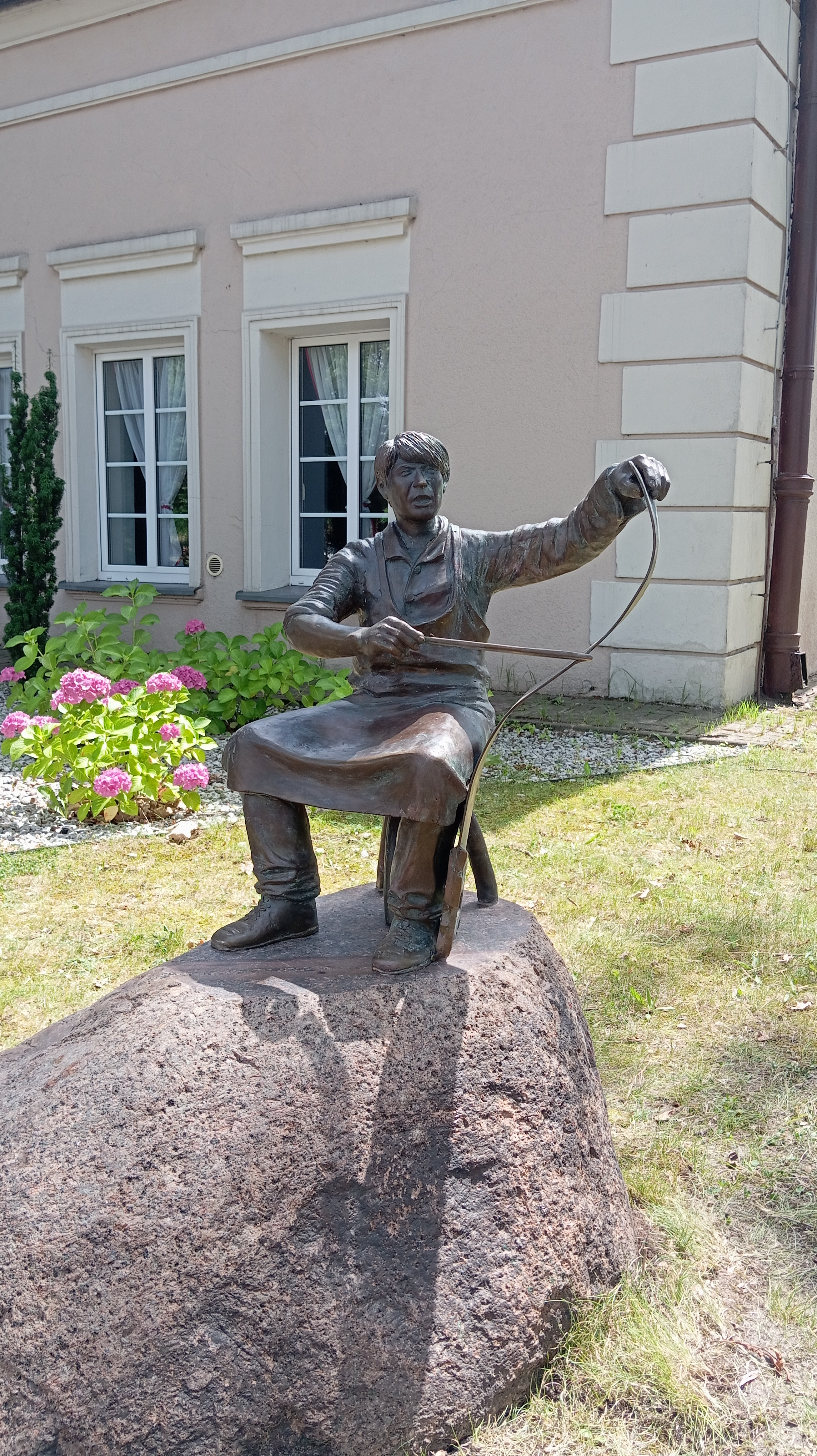
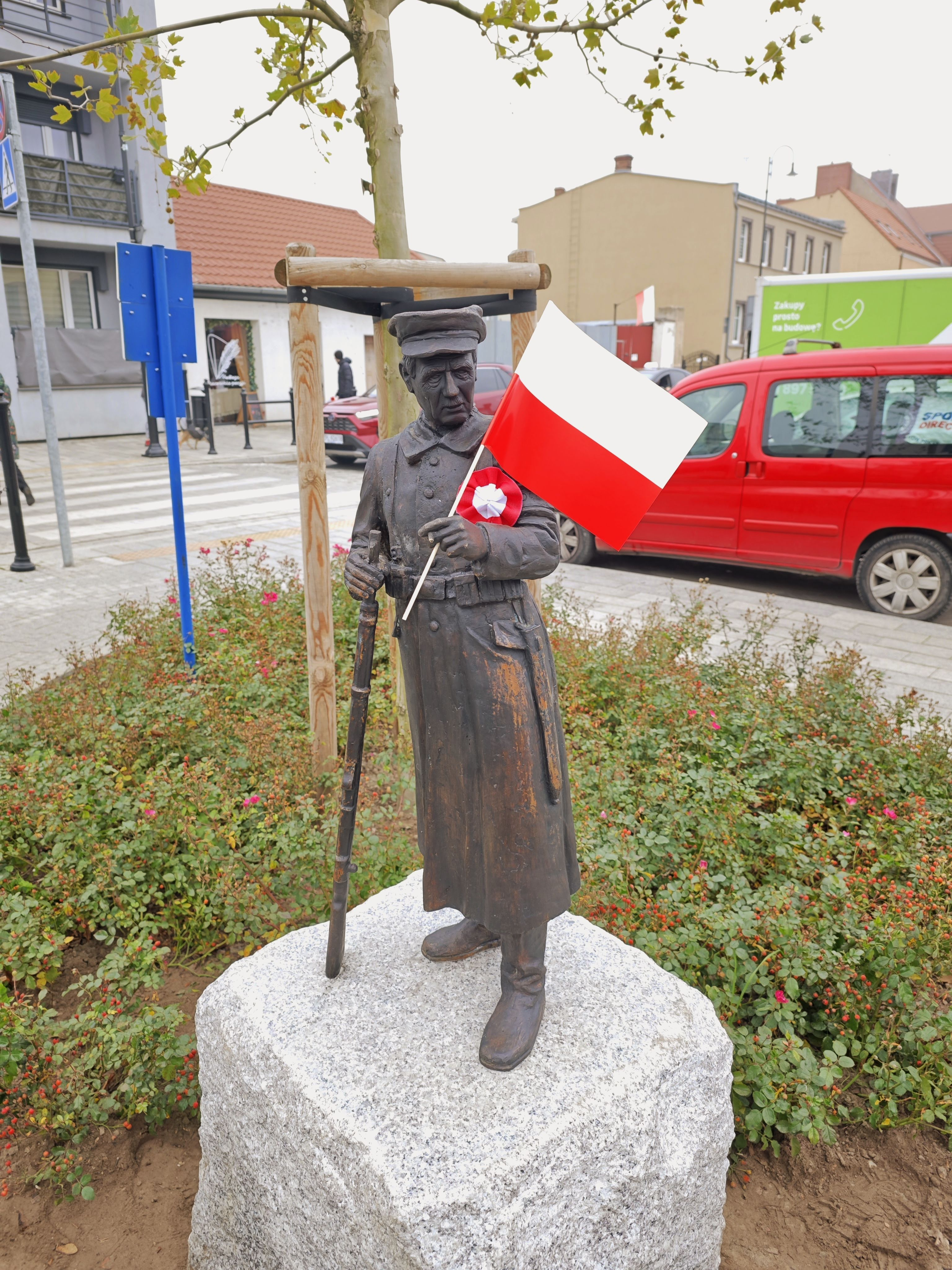

- 大工ジョセフの像

## スポーツ

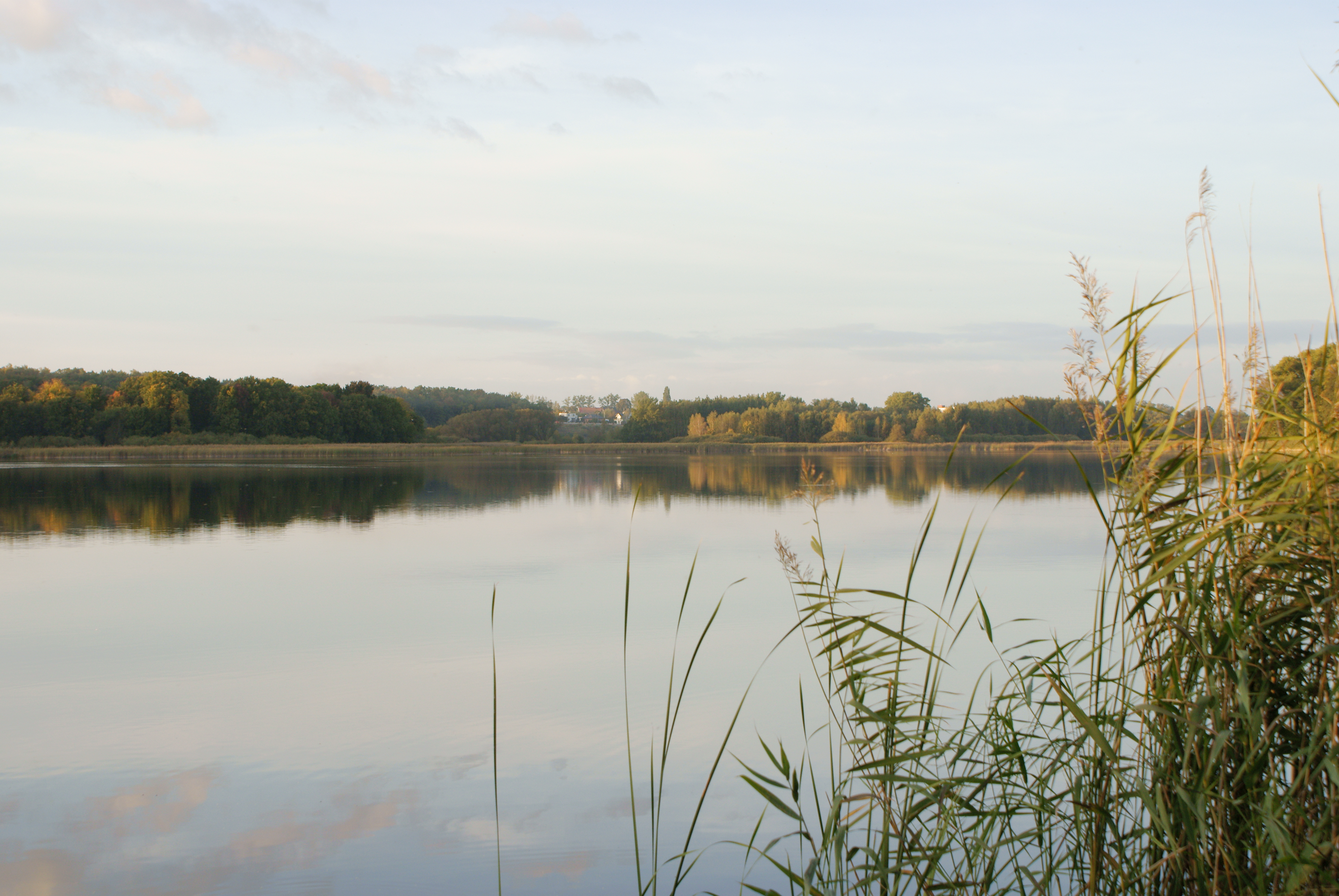
スヴァジェンズ湖

ウニア・スヴァジェンズ - サッカークラブ

## 著名な出身者
- アレクサンデル・ドバ
- アンジェイ・フィッシャー
- エーリヒ・ルーデンドルフ
- ロベルト・ジーヴェルト
- ジークフリート・プラチェク
- ゼノン・バラノフスキ

## 姉妹都市
- ロネンベルク、ドイツ
- フレデルスドルフ＝ヴォゲルスドルフ、ドイツ